# Regős Klára
Regős Klára; Reizmann (Budapest, 1917. március 22. – 1978 után) színésznő.

## Életútja
Apja Reizmann László (1879–1939) orvos, anyja Gerlaki Hermin, a kolozsvári színház primadonnája. 1938-ban szerezte diplomáját a Színművészeti Akadémián. Először a Vígszínházban lépett fel 1945-ben, majd Budapesten és vidéken játszott 1956-ig. Ezután 1957-től 1963-ig önálló előadóestjei voltak Chilében és Brazíliában. 1963-tól Izraelben szerepelt magyar nyelvű társulatoknál. Betegsége miatt az 1970-es évek végén visszavonult.